# Selenicereus stenopterus
Selenicereus stenopterus, biljna vrsta iz porodice kaktusa. Autohton je u Panami i Kostariki.

## Uzgoj
- Preporučena temperatura:   Noć: 10-12°C
- Tolerancija hladnoće:  najviše do -1°C
- Minimalna temperatura:  12°C
- Tolerancija vručine: ne podnosi direktno sunce
- Izloženost suncu:  mora biti u sjeni

## Sinonimi
- Cereus stenopterus (F.A.C.Weber) F.A.C.Weber
- Hylocereus stenopterus (F.A.C.Weber) Britton & Rose